# Paschoal Apóstolo Pítsica
Paschoal Apóstolo Pítsica (Florianópolis, 26 de novembro de 1938 — Florianópolis, 2003) foi um advogado, jornalista e escritor catarinense.
Foi membro do Instituto Histórico e Geográfico de Santa Catarina. Ocupou a cadeira 25 da Academia Catarinense de Letras, empossado em 20 de julho de 1985.

## Algumas publicações
- Palavras e Registros: Vultos e fatos catarinenses de ontem e hoje. Florianópolis: Academia Catarinense de Letras, 1993.
- A Capitania de Santa Catarina. Alguns Momentos. Florianópolis: Lunardelli, 1993.